# یوروسام
یوروسام (انگلیسی: Eurosam) شرکت هوافضای فرانسوی است، که در سال ۱۹۸۹ تأسیس شد.